# 엔트리 (프로그래밍 언어)
엔트리(영어: Entry)는 대한민국의 교육용 블록형 프로그래밍 언어이다. 엔트리의 마스코트는 '엔트리봇'이며, 엔트리는 미래창조과학부 SW 창의캠프, 한국과학창의재단 'SW 방과 후 학교' 시범사업과, SD 선도학교 등 학교 현장에서 주로 쓰이고 있으며 2014년에 네이버 커넥트재단에 인수되어 지금은 네이버와 EBS의 '소프트웨어야 놀자' 에서도 활용되고 있으며, EBS의 SW 교육 플랫폼인 이솦에 블록코딩 메뉴에서 활용되고 있다.
한국판 스크래치라고도 불리기도 한다.
2020년 9월 기준 사용자 수가 200만명을 돌파하였다.

## 메뉴
- 엔트리 학습하기: 간단한 블록 코딩을 이용해 주어진 문제를 해결해야 한다.
- 교과서 실습하기: 교과서에 실린 문제 작품을 단계별로 따라가며 주어진 문제를 해결할 수 있다.

- 만들기
  - 작품 만들기; 핵심 기능
  - 교과형 만들기
  - 스터디 만들기,공유하기
  - 작품 공유하기
  - 스터디 공유하기 ;커뮤니타
  - 묻고 답하기
  - 노하우&틥

- 초 엔트리 이야기:자유게시판
- 초 공지사항

## 커뮤니티

### 엔트리 이야기
자유로운 주제로 글을 올리며 함께 소통하는 커뮤니티 사이트로, 자신의 작품을 링크와 함께 홍보할 수 있다.

### 탐험하기
캐릭터를 꾸며 다른 사람들이 만들어놓은 맵을 이용하거나, 직접 맵을 만들 수 있다.
탐험하기

## 역사
2013년에 엔트리가 발표되었고, 2015년에는 네이버 커넥트 재단이 엔트리를 인수하여 비영리로 바뀌고 2015 개정 교육과정에 코딩 도구로 채택되었다. 이후 2017년, 엔트리의 공유된 작품 수가 100만 개를 달성했다.
2020년에는 인공 지능 블록이 탑재되었다. 인공 지능 블럭에는 사물 인식, 소리 인식 등의 기능이 있다.
2023년에는 10주년을 맞이했다.
2024년에는 탐험하기 기능과/ 늘이기, 데스크탑/모바일 판단문 블록이 생겼다.
또한 시작하기가 생겼지만 원작자를 존중하지 않는다는 비판을 많이 받고 있다.

## 스크래치와의 차이점
엔트리는 블록형 프로그래밍을 채택한 점과 자유로운 커뮤니티 위주의 사이트라는 점에서 '한국판 스크래치'라는 평가가 존재한다. 하지만 세부적으로 파고든다면 다른 점이 꽤 많다.
엔트리는 학습 기능, 교육자료, 강의 기능 등 학습과 관련된 기능이 많이 발전되어 있어 더 교육 중심적인 면을 가지고 있다.
엔트리는 글상자 기능이 있고, 스크립트로 글의 내용을 바꿀 수 있는 반면, 스크래치는 말하기 블록으로 처리하는 것을 제외하면 글을 띄워서 스크립트로 내용을 바꿀 수 있는 기능은 없다.
엔트리는 '장면'이라는 기능이 있어 스크래치에서 오브젝트 숨기기/보이기 블록으로 처리해야 하는 부분을 엔트리에서는 간단히 장면 전환으로 처리할 수 있다.
엔트리는 인공지능블록들과 확장 블록, 하드웨어 블록 등 스크래치에 비해 더 많은 외부기능을 지원한다.
엔트리는 공유 변수/리스트와 실시간 변수/리스트의 네 가지가 존재하지만, 스크래치에는 실시간 변수밖에 없다.
엔트리는 테이블 코드가 존재하지만 스크래치는 테이블을 지원하지 않는다.
스크래치는 정지를 해도 스프라이트와 변수가 그대로 남아있는 반면, 엔트리는 처음 상태로 돌아간다.(오히려 엔트리처럼 변수 초기화되는게 더 편하다)
스크래치는 엔트리에 없는 색인식 블록, 추가 블록의 새로고침 없이 실행하기 기능이 존재한다.
엔트리보다 스크래치가 작품의 화질이 더 좋다.
매우 다양한 언어를 지원하는 스크래치와 달리, 엔트리는 한국어와 영어, 일본어, 베트남어를 지원한다.
스크래치에서는 문자/숫자값을 집어넣는 동그란 칸에 판단값(육각형 모양)을 집어넣을 수 있지만, 엔트리에서는 불가능하다.
그러나 엔트리파이선 기능을 이용해 버그를 써서 집어넣을수는 있긴 하다
실행될진 모르겠지만(?)
스프라이트나 배경을 그릴 때 벡터 형식과 비트맵 형식을 지원하긴 하나, 스크래치에 비하면 벡터 형식에서의 기능들이 좀 부실하다.(그러나 모양 편집기에서의 '텍스트 넣기' 기능에선 엔트리가 글씨체를 더 믾이 지원한다.)
최적화 면에서는 스크래치 쪽이 압도적으로 좋은 편이다.
한국형 스크래치 (프로그래밍 언어)스크래치라고도 불리기도 하지만, (스크래치 3.0이 되면서 [[HTML]
로 바뀌었다.)엔트리는 [[HTML]와 [[자바스크립트]}, {[파이썬]] 기반으로 웹에서 사용할 수 있으며, 다양한 디바이스에서 사용할 수 있다는 점과 [스크래차 (프로그래밍 언어)스크래치]와는 달리 블록이 따로 기다리기 코드를 넣거나 하지 않으면 한 게 장점으로 꼽힌다. 다만 주어진 블록을 활용하여 제작해야 하기 때문에 정교한 프로그램을 제작하기는 제한된다는 단점을 가지고 있다.{{출체날짜=201708 121} 또한 엔트리는"" 엔트리 파이썬!"이라는 모드를 지원해주기 때문에 텍스트 코딩도 할 수 있다. 그 기능은 파이썬을 이수해야 이용 하기 쉽다.

## 같이 보기
- 스크래치
- 블록형 프로그래밍 언어